# Андрей Иванович (князь туровский)
Андрей Иванович (уб. 1223) — князь турово-пинский  из рода Изяславичей Туровских. Сын Ивана Юрьевича, женат на дочери Мстислава Романовича, великого князя киевского (1214—1223).
В битве на Калке в 1223 году Андрей находился в укреплённом лагере на правом берегу реки и попал в плен вместе со своим тестем и младшим родственником Александром Глебовичем. Раздавлен досками, на которых сели пировать монголы. Преемником Андрея на туровском княжении стал Владимир Святополчич.
Его сын, Юрий стал следующим туровским князем.